# Luis Barbosa
Luis Barbosa, född 21 januari 1953, är en friidrottare från Colombia. Han deltog vid olympiska sommarspelen 1980.